# Ryosuke Matsuoka
Ryosuke Matsuoka (松岡 亮輔)(Nishinomiya, 23 de Outubro de 1984) é um ex-futebolista profissional japonês que atuava como Volante.